# Olympische Winterspiele 1936/Eisschnelllauf – 500 m (Männer)
Die 500 m im Eisschnelllauf der Männer bei den Olympischen Winterspielen 1936 wurden am 11. Februar 1936 auf der Natureisbahn Rießersee ausgetragen. Olympiasieger wurde der Norweger Ivar Ballangrud mit einer Olympiarekordzeit von 43,4 Sekunden. Die Silbermedaille gewann Georg Krog aus Norwegen und Bronze ging an Leo Freisinger aus den Vereinigten Staaten.

## Bestehende Rekorde
| Weltrekord         | Allan Potts ( Vereinigte Staaten) | 42,4 s | Oslo        | 18. Januar 1936  |
| Olympischer Rekord | Clas Thunberg ( Finnland)         | 43,4 s | St. Moritz  | 13. Februar 1928 |
| Olympischer Rekord | Bernt Evensen ( Norwegen)         | 43,4 s | St. Moritz  | 13. Februar 1928 |
| Olympischer Rekord | Jack Shea ( Vereinigte Staaten)   | 43,4 s | Lake Placid | 4. Februar 1932  |

## Ergebnisse
| Rang | Paar | Athlet              | Nation             | Zeit (s) |
| ---- | ---- | ------------------- | ------------------ | -------- |
| 001  | 6    | Ivar Ballangrud     | Norwegen           | 43,4     |
| 002  | 1    | Georg Krog          | Norwegen           | 43,5     |
| 003  | 5    | Leo Freisinger      | Vereinigte Staaten | 44,0     |
| 004  | 7    | Ishihara Shōzō      | Japan              | 44,1     |
| 005  | 15   | Delbert Lamb        | Vereinigte Staaten | 44,2     |
| 006  | 17   | Karl Leban          | Österreich         | 44,8     |
| 006  | 10   | Allan Potts         | Vereinigte Staaten | 44,8     |
| 008  | 12   | Antero Ojala        | Finnland           | 44,9     |
| 008  | 12   | Jorma Ruissalo      | Finnland           | 44,9     |
| 008  | 9    | Birger Wasenius     | Finnland           | 44,9     |
| 011  | 2    | Nakamura Reikichi   | Japan              | 45,0     |
| 011  | 2    | Bob Petersen        | Vereinigte Staaten | 45,0     |
| 013  | 13   | Karl Wazulek        | Österreich         | 45,1     |
| 014  | 11   | Alfons Bērziņš      | Lettland           | 45,7     |
| 014  | 9    | Dolf van der Scheer | Niederlande        | 45,7     |
| 016  | 8    | Jānis Andriksons    | Lettland           | 45,9     |
| 016  | 17   | Lee Seong-deok      | Japan              | 45,9     |
| 018  | 7    | Axel Johansson      | Schweden           | 46,1     |
| 019  | 8    | Ossi Blomqvist      | Finnland           | 46,2     |
| 019  | 16   | Wilhelm Sandner     | Deutsches Reich    | 46,2     |
| 021  | 5    | Ferdinand Preindl   | Österreich         | 46,4     |
| 022  | 4    | Aleksander Mitt     | Estland            | 46,6     |
| 022  | 10   | Nandō Kunio         | Japan              | 46,6     |
| 024  | 11   | Lou Dijkstra        | Niederlande        | 46,7     |
| 024  | 18   | Jan Langedijk       | Niederlande        | 46,7     |
| 024  | 16   | Gustav Slanec       | Österreich         | 46,7     |
| 027  | 1    | Ben Blaisse         | Niederlande        | 46,9     |
| 028  | 14   | Heinz Sames         | Deutsches Reich    | 47,0     |
| 029  | 3    | Ken Kennedy         | Australien         | 47,4     |
| 030  | 18   | Jaromír Turnovský   | Tschechoslowakei   | 47,8     |
| 031  | 4    | Tommy White         | Kanada             | 49,6     |
| 032  | 15   | Oldřich Hanč        | Tschechoslowakei   | 49,8     |
| 033  | 3    | James Graeffe       | Belgien            | 54,6     |
| 034  | 13   | Harry Haraldsen     | Norwegen           | 54,9     |
| 035  | 6    | Charles de Ligne    | Belgien            | 1:44,6   |
| DNF  | 14   | Hans Engnestangen   | Norwegen           | –        |